# Gentry (Arkansas)
Pour les articles homonymes, voir Gentry (homonymie).
Gentry est une municipalité du comté de Benton, dans l'État de l'Arkansas, aux États-Unis. Sa population s’élevait à 3 158 habitants lors du recensement de 2010, estimée à 3 795 habitants en 2017.

## Démographie
| 1900 | 1910 | 1920 | 1930 | 1940 | 1950 |
| ---- | ---- | ---- | ---- | ---- | ---- |
| 419  | 668  | 724  | 779  | 726  | 729  |

| 1960 | 1970  | 1980  | 1990  | 2000  | 2010  |
| ---- | ----- | ----- | ----- | ----- | ----- |
| 686  | 1 022 | 1 468 | 1 726 | 2 165 | 3 158 |